# Baihakki Khaizan
Baihakki bin Khaizan (* 31. Januar 1984 in Singapur) ist ein ehemaliger singapurischer Fußballnationalspieler.

## Verein
Das Fußballspielen Baihakki bin Khaizan auf der National Football Academy in Singapur. Seinen ersten Vertrag unterschrieb er 2003 bei Geylang International. Nach einem Jahr wechselte er zu den Young Lions. In dem Verein spielen nur U-23-Nationalspieler sowie Perspektivspieler, die Spielpraxis sammeln sollen. Hier absolvierte er 98 Spiele. 2008 ging er wieder zu Geylang International zurück. Nach Indonesien wechselte er 2009, wo er einen Vertrag bei Persija Jakarta unterschrieb. Der Verein spielte in der Liga 1 und ist in Jakarta beheimatet. Nach einem Jahr verließ er den Verein und schloss sich dem Ligakonkurrenten Persib Bandung aus Bandung an. 2011 wechselte er zu den Medan Chiefs. 2012 ging er wieder in sein Heimatland und schloss sich Singapore LionsXII an. Nach 31 Spielen wechselte er 2014 nach Malaysia, wo er bei Johor Darul Ta’zim FC, einem Verein der Malaysia Super League, in Johor Bahru spielte. Im gleichen Jahr ging er wieder zu seinem alten Verein LionsXII um ein Jahr später wieder für die zweite Mannschaft von Johor Darul Ta’zim FC zu spielen. 2016 ging es wieder nach Singapur um für Warriors FC in der S.League aufzulaufen. 2018 unterschrieb er einen Vertrag in Thailand beim Erstligisten Muangthong United. Hier wurde er jedoch sofort wieder zum Zweitligisten Udon Thani FC ausgeliehen. Trat FC, der Erstligaaufsteiger aus Trat, nahm ihn für die Saison 2019 unter Vertrag. Nach der Saison verließ er Trat und unterschrieb einen Vertrag beim ebenfalls in der ersten Liga spielenden PT Prachuap FC. Nach zwei Spielen in der Saison 2020 wurde im gegenseitigen Einvernehmen sein Vertrag in Prachuap aufgelöst. Mitte 2020 kehrte er in seine Heimat Singapur zurück und schloss sich dem Erstligisten Tampines Rovers an. Dort war er noch anderthalb Saisons aktiv und beendete dann mit 37 Jahren seine Spielerkarriere.

## Nationalmannschaft
Von 2003 bis 2021 absolvierte Baihakki bin Khaizan 146 Partien (davon sechs inoffizielle) für die singapurische A-Nationalmannschaft und erzielte dabei fünf Treffer. Mit der Auswahl gewann er in den Jahren 2004, 2007 und 2012 die Südostasienmeisterschaft.

## Erfolge
Geylang International
- Singapurischer Pokalsieger: 2009

Singapore LionsXII
- Malaysischer Meister: 2013

Nationalmannschaft
- Südostasienmeister: 2004, 2007, 2012

## Auszeichnungen
S. League
- Nachwuchsspieler des Jahres: 2003

Football Association of Malaysia Awards
- Bester Verteidiger: 2013